# Lidar
|  | Per a altres significats, vegeu «LIDAR». |

Lidar o Ladar és un riu de Caixmir un dels que originen el riu Jhelum. Neix a 34° 08′ N, 75° 48′ E / 34.133°N,75.800°E a les muntanyes que voregen la vall de Caixmir pel nord-est. S'uneix al Jhelum a 33° 45′ N, 75° 15′ E / 33.750°N,75.250°E a uns 8 km després d'Islamabad (a Caixmir), després d'un curs de 72 km.